# 니시센보쿠정
니시센보쿠정(神岡町) 아키타현 중앙부에 위치했던 정이다. 2005년 3월 22일 주변의 정촌을 합병해 다이센시가 되어 소멸했다.

## 역사
- 1955년 3월 1일 - 가리와노정, 우치카와촌, 오사와고촌, 고와쿠비촌과 합병해 니시센보쿠정이 되었다.
- 2005년 3월 22일 - 오마가리시, 가미오카정, 센보쿠정, 오타정, 교와정, 난가이촌과 합병해 다이센시가 되었다.

## 교육

### 고등학교
- 아키타 현립 니시센보쿠 고등학교

### 중학교
- 다이센 시립 니시센보쿠 중학교

### 초등학교
- 다이센 시립 니시센보쿠 초등학교

## 교통

### 철도
- 동일본 여객철도
  - 오우 본선

### 도로
- 국도 13호선

## 출신유명인
- 야나기바 토시로 (배우)